# Dillsboro (Caroline du Nord)
Dillsboro est une ville américaine située dans le comté de Jackson dans l'État de Caroline du Nord. En 2010, sa population était de 232 habitants.

## Démographie
| 1900 | 1910 | 1920 | 1930 | 1940 | 1950 |
| ---- | ---- | ---- | ---- | ---- | ---- |
| 279  | 277  | 228  | 284  | 290  | 198  |

| 1960 | 1970 | 1980 | 1990 | 2000 | 2010 |
| ---- | ---- | ---- | ---- | ---- | ---- |
| 140  | 215  | 179  | 95   | 205  | 232  |

## Source de la traduction
- (en) Cet article est partiellement ou en totalité issu de l’article de Wikipédia en anglais intitulé « Dillsboro, North Carolina » (voir la liste des auteurs).